# Свети Ловреч Лабински
Свети Ловреч Лабински (до 1991. Диминићи, хрв. Sveti Lovreč Labinski, итал. Diminici o Villa Diminici) је насељено место у општини Раша, Истарска жупанија, Република Хрватска.

## Историја
До територијалне реорганизације у Хрватској био је у саставу старе општине Лабин.

## Становништво
У попису становништва из 2011. године, Свети Ловреч Лабински је имао 55 становника.
| Број становника према пописима | Број становника према пописима | Број становника према пописима | Број становника према пописима | Број становника према пописима | Број становника према пописима | Број становника према пописима | Број становника према пописима | Број становника према пописима | Број становника према пописима | Број становника према пописима | Број становника према пописима | Број становника према пописима | Број становника према пописима | Број становника према пописима | Број становника према пописима |
| ------------------------------ | ------------------------------ | ------------------------------ | ------------------------------ | ------------------------------ | ------------------------------ | ------------------------------ | ------------------------------ | ------------------------------ | ------------------------------ | ------------------------------ | ------------------------------ | ------------------------------ | ------------------------------ | ------------------------------ | ------------------------------ |
| 1857                           | 1869                           | 1880                           | 1890                           | 1900                           | 1910                           | 1921                           | 1931                           | 1948                           | 1953                           | 1961                           | 1971                           | 1981                           | 1991                           | 2001                           | 2011                           |
| 0                              | 0                              | 131                            | 145                            | 147                            | 192                            | 814                            | 778                            | 252                            | 180                            | 164                            | 102                            | 79                             | 63                             | 55                             | 55                             |

Напомена: До 1931. а од 1953. до 1991. исказивано под именом Диминићи, а 1948 под именом Свети Ловреч. Године 1857. и 1869. подаци су садржани у насељу Станишови. Године 1921. и 1931. садржи податке за насеља Станишови, Тргетари и Вишковићи.